# Fabricio Alvarado Muñoz
Fabricio Gerardo Alvarado Muñoz (ur. 30 maja 1974 w San José) – kostarykański polityk i piosenkarz, kandydat w wyborach prezydenckich w 2018 i 2021 roku.